# Raymond E. Feist
Raymond Elias Feist (ur. 1945, w Los Angeles) – amerykański autor, piszący głównie literaturę gatunku fantasy. Jego najbardziej znane dzieło to cykl Riftwar. Świat Midkemii, z którego wychodzi cykl Riftwar, powstał pierwotnie jako alternatywa dla systemu RPG Dungeons & Dragons.
W 1979 roku Feist napisał swoją pierwszą książkę – „Mag”, która opublikowana została w roku 1982 przez wydawnictwo Doubleday.
Obecnie mieszka w San Diego, kolekcjonuje wina, płyty DVD oraz książki z interesującego go obszaru wiedzy: wina, biografie, amerykańscy ilustratorzy oraz historia (zwłaszcza amerykańskiego futbolu).

### cykl Riftwar (czasami nazywany Midkemia)
Akcja powieści Feista ma miejsce w światach połączonych ze sobą przy pomocy magicznych szczelin. Cykl rozpoczyna się w świecie zwanym Midkemia, który zostaje zaatakowany najeźdźcami ze świata Kelewan. W następnych powieściach poznajemy następne światy, jak również nieznane dotąd rejony Midkemii. Kolejne części cyklu odkrywają niektóre tajemnice kryjące się za zagadkowymi szczelinami, jednak paradoksalnie prowadzi to jedynie do następnych pytań odsłaniając kolejne zagadki.

#### Powieści

##### Saga o wojnie światów(ang. „The Riftwar Saga”)
„Saga o wojnie światów” to pierwsza tetralogia napisana przez Feista (w nawiasach data pierwszego wydania).
1. Adept magii (ang. Magician: Apprentice, 1982) – w 1996 w Polsce
2. Mistrz magii (ang. Magician: Master, 1982) – w 1996 w Polsce
3. Srebrzysty cierń (ang. Silverthorn, 1985) – w 1996 w Polsce
4. Mrok w Sethanon (ang. A Darkness at Sethanon, 1985) – w 1997 w Polsce

(„Adept magii” oraz „Mistrz magii” początkowo wydawane były w wersji angielskiej w jednym tomie: „Mag”, jednak zostały podzielone na dwie części ze względu na swoją objętość. W Polsce wyszło wyłącznie wydanie dwutomowe, rozszerzone o niektóre wątki usunięte w pierwszych wydaniach książki)

##### Synowie Krondoru(ang. „Krondor's Sons”)
Są to dwie książki traktowane raczej jako łącznik pomiędzy poprzednią a następną serią („Opowieść o wojnie z wężowym ludem”). Akcja utworu dzieje się w kilkanaście lat po zakończeniu „Mroku w Sethanon” i opowiada dzieje synów Aruthy, księcia Krondoru. Akcja dzieje się wyłącznie w świecie Midkemii.
1. Książę krwi (ang. Prince of the Blood, 1989) – w 1998 w Polsce
2. Królewski bukanier (ang. The King’s Buccaneer, 1989) – w 1998 w Polsce

##### Trylogia Imperium(ang. „The Empire Trilogy”)
Książki te zostały napisane przez Feista wspólnie z Janny Wurts, a ich akcja dzieje się wyłącznie w świecie Kelewanu, mniej więcej równocześnie z akcją „Sagi o wojnie światów” (która w znacznej części prezentuje ówczesny świat Midkemii).
1. Córka Imperium (ang. Daughter of the Empire, 1987) – w 1995 w Polsce, wydanie II Rebis 2011
2. Sługa Imperium (ang. Servant of the Empire, 1989) – w 1995 w Polsce, wydanie II Rebis 2011
3. Władczyni Imperium (ang. Mistress of the Empire, 1989) – w 1996 w Polsce, wydanie II Rebis 2011

##### Saga o wojnie z wężowym ludem(ang. „The Serpentwar Saga”)
Akcja przedstawiona w tej serii ma miejsce w kilkadziesiąt lat po „Wojnie Światów”, zaś w kilka lat po „Królewskim bukanierze”.
1. Cień królowej mroku (ang. Shadow of a Dark Queen, 1994) – w 1999 w Polsce
2. Książę kupców (ang. Rise of a Merchant Prince, 1995) – w 2000 w Polsce
3. Furia króla demonów (ang. Rage of a Demon King, 1995) – w 2000 w Polsce
4. Odpryski strzaskanej korony (ang. Shards of a Broken Crown, 1998) – w 2002 w Polsce

##### Dziedzictwo wojny światów(ang. Riftwar Legacy)
Seria ta napisana została później, lecz opisuje wydarzenia jakie miały miejsce po „Wojnie Światów” a przed „Księciem krwi”.
1. Zdrada w Krondorze (ang. Krondor: The Betrayal, 1998; stworzona na podstawie komputerowej gry Betrayal at Krondor) – w 2002 w Polsce
2. Skrytobójcy w Krondorze (ang. Krondor: The Assassins, 1999) – w 2003 w Polsce
3. Krondor: Tear of the Gods, 1999 (stworzony na podstawie gry komputerowej Return to Krondor)
4. Jimmy and the Crawler, 2013 (zastępuje długo zapowiedziane powieści Krondor: The Crawler oraz Krondor: The Dark Mage)

##### Legendy wojny światów(ang. „Legends of the Riftwar”)
Akcja serii ma miejsce w tym samym czasie co „Saga o wojnie światów” i kilkakrotnie pojawiają się w niej występujące tam postacie.
- Honoured Enemy, 2001 (napisane wraz z William R. Forstchen)
- Murder in Lamut, 2002 (wraz z Joel Rosenberg)
- Jimmy the Hand, 2003 (wraz z S.M. Stirling)

##### Konklawe Cieni(ang. „Conclave of Shadows”)
Książki te, choć ich akcja ma miejsce w świecie Midkemii, dzieją się przeważnie w miejscach nieopisanych w poprzednich powieściach.
1. Szpon Srebrnego Jastrzębia (ang. Talon of the Silver Hawk, 2002) – w 2004 w Polsce
2. Król Lisów (ang. King of Foxes, 2003) – w 2005 w Polsce
3. Powrót Wygnańca (ang. Exile's Return, 2004) – w 2006 w Polsce

##### Saga wojny mroku(ang. „Darkwar Saga”)
Kontynuacja zakończonej spektakularnie historii z „Powrotu Wygnańca”. Po raz kolejny Konklawe Cieni stanie przed niesamowitym wyzwaniem, powstrzymania zniszczenia, nie tylko Midkemii ale również Kelewanu.
1. Lot nocnych jastrzębi (ang. Flight of the Nighthawks, 2005) – w 2011 w Polsce
2. Wyprawa do imperium mroku (ang. Into a Dark Realm, 2006) – w 2012 w Polsce
3. Gniew szalonego boga (ang. Wrath of a Mad God, 2008) – w 2013 w Polsce

##### Saga o wojnie demonów(ang. „Demonwar Saga”)
Seria opisuje walki z Taredhel (Elfami) i demonami atakującymi Midkemię.
1. Nadciąga legion grozy (ang. Rides a Dread Legion, 2009) – w 2013 w Polsce
2. U bram ciemności (ang. At the Gates of Darkness, 2010) – w 2013 w Polsce

##### Chaoswar Saga
Jest to ostatnia seria o Midkemii.
1. A Kingdom Besieged, 2011
2. A Crown Imperiled, 2012
3. Magician's End, 2013

#### Opowiadania
Krótkie opowiadania ze świata Midkemii.
- Sprawa Dirka (ang. The Wood Boy, 1998) – wyszło w 1999 roku w antologii Legendy (Legends) pod redakcją R. Silverberga
- Kurier (ang. The Messenger, 1999) – wyszło w 2004 roku w antologii Legendy II (Legends II) pod redakcją R. Silverberga
- Profit and the Grey Assassin, 1982 – wyszło w Fantasy Book (journal)

#### Książkowe gry RPG
Paragrafówki ze świata Midkemii.
- Tulan of the Isles, 1981 – napisana wraz ze Stephenem Abramsem
- Jonril, Gateway to the Sunken Lands, 1982 – napisana wraz ze Stephenem Abramsem

#### Pozostałe materiały
- Midkemia: The Chronicles of Pug (2013) – napisany wraz ze Stephenem Abramsem; książka zawiera mapy i ilustracje z opisami

## Pozostała proza

### Pozostałe powieści
- Niebajka (ang. Faerie Tale, 1988) – w 2002 w Polsce
- Jigsaw Lady (jeszcze nie wydana)
- Serpent Queen (jeszcze nie wydana)

### seriaThe War of Five Crowns
- The King of Ashes (2016)
- King of Embers (jeszcze nie wydany)
- King of Flames (jeszcze nie wydany)

### Pozostałe opowiadania
- The Thing Beneath the Bridge, 1987
- Geroldo's Incredible Trick, 1997 – wyszło w „A Magic Lovers Treasury of the Fantastic” (red. Margaret Weis)
- One to Go, 2002 – wyszło w „Thieves World: Turning Points” (red. Lynn Abbey)
- Watchfire, 2004 – napisane razem z Janny Wurts, wyszło w „Flights: Extreme Visions of Fantasy” (red. Al Sarrantonio)
- A Candle, 2012

### Artykuły
- Alien Wine – wydane w The Spectra/Foundation Science Fiction and Fantasy Magazine, volume 1 No 1
- Contract Article I – wydane w czasopiśmie Science Fiction & Fantasy Writers of America (SF&FWoA) nr 111
- Contracts II: Grants, Warranties, and Indemnities – wydane w SF&FWoA nr 112
- Contract Article III: Delivery, Revision, and Publication Also quoted in „Genie Contract Talk” – wydane w SF&FWoA nr 113
- Contract Article IV – wydane w SF&FWoA nr 114
- Contract Article V – wydane w SF&FWoA nr 115
- Contract Article VI – wydane w SF&FWoA nr 116
- Contract Article VII: Agency Clause, Agents, and Other Writers – wydane w SF&FWoA nr 117
- Contract Article VIII: Negotiations – wydane w SF&FWoA nr 118
- Contract Article IX: Editorial Courtesy – wydane w SF&FWoA nr 119
- Contract Article X: Packager – wydane w SF&FWoA nr 120
- Contract Article XI: The Law Is An Ass – wydane w SF&FWoA nr 121
- Contract Article XII – wydane w SF&FWoA nr 124
- Contract Article XIII – wydane w SF&FWoA nr 125
- Contract Article XIV: Model Contracts – wydane w SF&FWoA nr 126
- Everything I know is wrong: Speak English, Please! – wydane w SF&FWoA nr 127/128
- Everything I Know Is Wrong: What's Wrong with This Picture? – wydane w SF&FWoA nr 130
- Our Grandfather: Meditations on J.R.R Tolkien – wydane w pracy pt. Meditations on Middle Earth

## Gry komputerowe oparte na książkach Feista (serii Riftwar)

### Betrayal at Krondor
Firma Dynamix, której właścicielem była Sierra On-Line, wypuściła w 1993 roku grę pt. Betrayal at Krondor, której świat przedstawiony bazował na twórczości Feista. Jak na swoje czasy ta przełomowa gra zajmowała ogromną ilość miejsca na dyskach (kilkanaście MB/dyskietek). Posiadała też grafikę 3D. Scenariusz gry nie został napisany przez Feista, lecz uwzględnione zostały tam jego późniejsze uwagi. Na podstawie tej gry wydał on później książkę Zdrada w Krondorze.
Gra dostępna jest obecnie bezpłatnie w internecie i na płytach CD niektórych starszych czasopism.

### Return to Krondor
Sierra On-Line po nieudanym wydaniu gry Betrayal in Antara (która jedyne co miała wspólnego z poprzednią częścią, to tytuł i interfejs gry), wydała w 2000 roku grę odgrywającą się znowu w świecie cyklu Riftwar. Na jej podstawie stworzono później książkę Krondor: Tear of the Gods. Sierra posiadała prawa do następnych dwu gier (Krondor: The Crawler oraz Krondor: The Dark Mage) mających odgrywać się w uniwersum Riftwar i kontynuować historię obu dotąd wydanych gier, jednak gry nigdy nie wydała. Książkowe adaptacje obu gier znajdowały się bardzo długo w zapowiedziach, jednak w 2013 roku obie zapowiedzi usunięto i zastąpiono je zapowiedzią powieści (noweli) Jimmy and the Crawler, którą wydano w 2013 roku kończąc w niej wątek „Crawlera”. Na temat losu następnych gier z uniwersum Riftwar nic nie wiadomo.